# 아르헨티나 대 잉글랜드 (1986년 FIFA 월드컵)
1986년의 아르헨티나 대 잉글랜드는 아르헨티나와 잉글랜드의 1986년 FIFA 월드컵 8강전 경기를 가리킨다.
아르헨티나의 디에고 마라도나가 이 경기에서 기록한 터뜨린 첫 번째 골은 마라도나가 골키퍼와 헤딩 경합하면서 손으로 공을 건드리는 반칙을 했으나 주심은 이를 득점으로 인정했다. 신의 손이라고 부르는 이 사건은 아르헨티나와 잉글랜드 축구 팀 사이의 라이벌 관계를 상징적으로 잘 드러내는 사건 중의 하나이다. 이 사건이 일어난 6월 22일은 마라도나교의 오순절이다.

## 배경
아르헨티나는 영국계 이주민들에 의해 19세기에 축구를 접하게 되었다.
그러나, 아르헨티나와 잉글랜드의 악연은 1966년 잉글랜드 월드컵까지 거슬러 올라간다. 당시 준준결승 경기에서 홈팀 잉글랜드는 아르헨티나와 맞붙어 경기 종료 12분 전에 터진 제프 허스트의 골로 1-0 승리를 거두었다. 이 경기에서 아르헨티나의 주장 안토니오 라틴은 자신의 말을 욕설로 오해한 독일인 주심에게 2번째 경고를 받고 경고 누적으로 퇴장당한다. 라틴은 이에 불복해 주장 완장을 보이며 통역을 부를 것을 요구했고, 10분 동안이나 그라운드에서 나가지 않았다. 경기가 끝난 후 잉글랜드 감독은 선수들에게 아르헨티나 선수들과 유니폼을 교환하지 말도록 지시했고, 아르헨티나 선수들을 ‘짐승들’이라고 비난하기까지 했다. 아르헨티나 선수들은 잉글랜드 선수단의 락커룸에 침입해서 잉글랜드 선수단의 짐에 소변을 보고 도망쳤다. 이와 같은 라이벌 관계는 1982년 포클랜드 전쟁으로 인해서 더욱 심화되었는데, 이런 와중에 마라도나의 신의 손 사건이 터진 것이다.

## 사건 개요
| 아르헨티나        | 2 : 1  | 잉글랜드   |
| ----------------- | ------ | ---------- |
| 마라도나 51′, 55′ | 리포트 | 리네커 81′ |

| 아르헨티나 | 잉글랜드 |

| 아르헨티나:       |    |                         |                 |
|                   |    |                         |                 |
| GK                | 18 | 네리 품피도             |                 |
| DF                | 5  | 호세 루이스 브론        |                 |
| DF                | 9  | 호세 쿠치우포           |                 |
| DF                | 19 | 오스카르 루헤리         |                 |
| MF                | 2  | 세르히오 바티스타       | 60′             |
| MF                | 7  | 호르헤 루이스 부르차가  | 75′             |
| MF                | 10 | 디에고 마라도나         | 51′, 55′ (주장) |
| MF                | 12 | 엑토르 엔리케           |                 |
| MF                | 14 | 리카르도 기우스티       |                 |
| MF                | 16 | 훌리오 올라르티코에체아 |                 |
| FW                | 11 | 호르헤 발다노           |                 |
| 교체 명단:        |    |                         |                 |
| MF                | 20 | 카를로스 타피아         | 75′             |
| 감독:             |    |                         |                 |
| 카를로스 빌라르도 |    |                         |                 |

| 잉글랜드:  |    |               |        |
|            |    |               |        |
| GK         | 1  | 피터 실턴     | (주장) |
| DF         | 2  | 게리 스티븐스 |        |
| DF         | 3  | 케니 샌섬     |        |
| DF         | 14 | 테리 펜윅     | 9′     |
| DF         | 6  | 테리 버처     |        |
| MF         | 4  | 글렌 호들     |        |
| MF         | 16 | 피터 리드     | 69′    |
| MF         | 17 | 트레버 스티븐 | 74′    |
| MF         | 18 | 스티브 하지   |        |
| FW         | 10 | 게리 리네커   | 81′    |
| FW         | 20 | 피터 비어슬리 |        |
| 교체 명단: |    |               |        |
| FW         | 11 | 크리스 워들   | 69′    |
| FW         | 19 | 존 반스       | 74′    |
| 감독:      |    |               |        |
| 보비 롭슨  |    |               |        |

### 과정

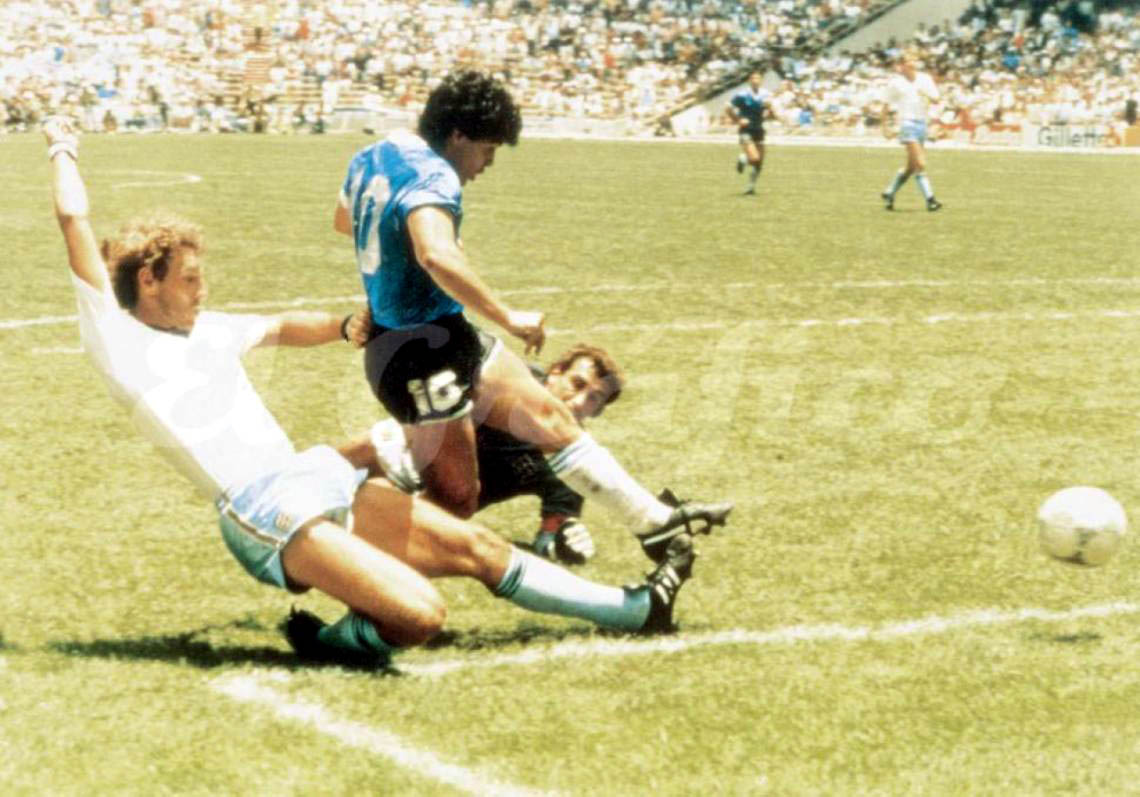
골키퍼 피터 실턴을 지나쳐 골을 넣기 직전의 모습

디에고 마라도나의 '신의 손' 사건 그림 요약

1986년 6월 22일 멕시코 월드컵 8강전에서 아르헨티나와 잉글랜드는 에스타디오 아스테카에서 격돌했다. 전반 경기는 득점 없이 끝났으나 후반전 아르헨티나가 첫 골을 뽑아냈다. 후반전 6분경 마라도나는 잉글랜드 벌칙 구역 근처에서 호르헤 발다노와 2:1 패스를 시도했으나 공은 잉글랜드 왼쪽 미드필더였던 스티브 호지의 발에 굴절되며 벌칙 구역 안에서 뜬 채로 날아올랐다. 이때 벌칙 구역에 단독으로 침투한 마라도나는 잉글랜드 골키퍼였던 피터 실턴과 1:1 상황에서 헤딩 경합을 했다. 당시 잉글랜드 선수가 마지막으로 공을 건드렸기 때문에 마라도나는 오프사이드가 아니었다. 마라도나는 키가 168cm에 불과한 반면, 실턴은 185cm였고 게다가 손을 쓸 수 있는 골키퍼였기 때문에 실턴이 마라도나보다 유리한 상황이었다. 그런데 마라도나는 헤딩 경합 도중 왼손 주먹으로 공을 건드려서 공을 잉글랜드 골문에 밀어넣었다. 더욱 놀라운 일은 주심이 이것을 득점으로 인정했다는 것이다. (후에 경기의 주심은 자기는 손으로 넣었는지 머리로 넣었는지 확실히 알 수 없었으나, 선심에게 문의한 결과 손으로 넣은 것이 아니라고 했기 때문에 골로 인정했다고 밝혔다.) 잉글랜드 선수들은 격렬하게 항의했으나 판정은 번복되지 않았다.
이 골은 결국 득점으로 인정되었고, 후에 마라도나가 다시 한 골을 추가해서 아르헨티나가 2-0으로 앞서게 된다. 잉글랜드는 게리 리네커가 한 골을 추격했지만, 결국 경기는 아르헨티나가 2-1로 승리하게 된다. 경기가 끝난 후 마라도나는 인터뷰에서 자신의 골은 ‘신의 손에 의해서 약간, 나머지는 마라도나의 머리에 의해서’ 득점한 것이라고 답해서 논란은 더욱 심해졌다. 마라도나는 2002년에 발간된 자신의 자서전에서 그 골은 손으로 넣은 것이라고 인정했다.

## 마라도나의 두 번째 골
한편, 마라도나는 이 경기에서 두 골을 터뜨렸는데 ‘신의 손’으로 기록한 첫 골 말고 두 번째 골은 마라도나의 능력을 유감없이 발휘한 멋진 골이었다. 중앙선 근처에서 드리블을 시작한 마라도나는 5명의 잉글랜드 선수들을 한 명씩 드리블로 농락하고, 마지막에는 골키퍼 실턴까지 제치고 슛을 성공시켰다. 이 골은 월드컵 역사상 가장 멋진 골이라는 평가를 받고 있으며 2002년에는 ‘세기의 골’로 선정되기도 했다. 혹자는 이를 두고 마라도나가 이 경기에서 기록한 두 골을 ‘세상에서 가장 추악한 골과 세상에서 가장 멋진 골’이라 부르기도 한다.

## 아르헨티나와 잉글랜드의 역대 월드컵 경기
아르헨티나와 잉글랜드는 지금까지 월드컵에서 다섯 번 마주쳤으며 현재 잉글랜드가 3승 2패로 다소 우위를 점한다. 아르헨티나 국민들은 잉글랜드와의 월드컵 경기를 포클랜드 전쟁에 비유하기도 한다.
- 1962년 월드컵 조별 경기: 아르헨티나와 잉글랜드가 월드컵에서 처음으로 맞대결을 펼친 것은, 1962년 6월 2일, 칠레 월드컵에서의 조별리그 4조 2차전 경기이다. 잉글랜드는 17분에 플라워스의 페널티골로 우위를 점한 뒤, 이어지는 42분과 67분에 보비 찰턴과 지미 그리브스의 골로 승부의 쐐기를 박았다. 아르헨티나는 호세 산필리포의 만회골로 한골을 만회하는데 그쳤다. 경기는 잉글랜드의 3-1 완승으로 끝났다. 이후 양팀은 조별예선 최종전에서 모두 무승부를 기록하였고, 이에 따라 잉글랜드는 조 2위로 브라질과 8강전을 치루게 되었고, 아르헨티나는 헝가리와 잉글랜드에 밀려 조별예선에서 조기 탈락하였다.
  - 이후 상황 : 아르헨티나를 희생양으로 삼아 8강에 진출한 잉글랜드는 8강에서 펠레가 이끄는 브라질에게 1-3으로 대패를 당하고 탈락했다.

- 1966년 월드컵 8강전: 잉글랜드가 78분 제프 허스트의 골로 1-0으로 승리하고 4강에 진출했다. 이 경기에서 아르헨티나의 주장 안토니오 라틴은 35분 경고 누적으로 인해 퇴장 명령을 받았지만, 이에 불복해 10분 동안이나 그라운드에서 나가지 않았다. 경기가 끝난 후 잉글랜드 감독 알프 람지는 선수들에게 아르헨티나 선수들과 유니폼을 교환하지 말도록 지시했고, 후에 아르헨티나 선수들을 ‘짐승들’이라고 비난했다. 아르헨티나 선수들 역시 잉글랜드 선수들을 '짐승들'이라 비난하며 경기가 끝나자 이들도 마찬가지로 잉글랜드 선수들과 유니폼 교환을 거절했으며 심지어는 한 술 더 떠서 잉글랜드 락커룸에 쳐들어와서 잉글랜드 선수단의 짐에 소변을 보고 도망쳤다.
  - 이후 상황 : 잉글랜드는 4강에서 포르투갈을 이기고 결승에 진출했다. 결승에서 서독과 경기를 하게 된 잉글랜드는 온갖 편파판정으로 이루어졌으며 심지어는 크로스바를 맞고 나간 공을 골인으로 판정하기까지 했다. 이에 서독의 팬들은 카메라로 이 장면을 찍어서 FIFA 에 제출하면서 골을 무효화해달라고 했으나 FIFA에서는 이를 기각했고 결국 잉글랜드는 월드컵 역사상 유일한 우승을 차지하게 되었다. 훗날 2010년 FIFA 월드컵 16강에서 두 팀은 다시 만났는데 이번에는 잉글랜드가 제대로 넣은 골을 노골로 판정하여 이 당시와는 정반대 판정을 하게 되었으며 결국 잉글랜드는 8강 진출에 실패했다.

- 1986년 월드컵 8강전: 마라도나의 두 골을 앞세워 아르헨티나가 2-1로 승리했다. 마라도나는 첫 골을 손으로 집어넣어 물의를 일으켰으나 전무후무할 정도로 훌륭한 두 번째 골도 기록했다. 80분 리네커의 골로 승부는 아르헨티나의 2-1 승리로 끝났다. 아르헨티나는 이 월드컵에서 우승했다.
  - 이후 상황 : 잉글랜드를 이기고 4강에 진출한 아르헨티나는 4강에서 벨기에를 만나 디에고 마라도나의 원맨쇼로 2-0 승리를 차지하였다. 결승에서 아르헨티나는 서독을 만났는데 아르헨티나는 디에고 마라도나 - 호르헤 발다노 - 호르헤 부르차가의 3각편대를 이용하여 초반부터 서독을 일방적으로 밀어붙였으며 경기 초반에 이미 2-0을 만들었다. 절망에 빠진 서독 측에서는 루디 푈러로 선수를 교체했는데 푈러는 2골을 더 만들어서 박빙의 상황까지 몰고갔다. 하지만 마라도나를 중심으로 한 아르헨티나의 공격 3인방은 서독을 있는대로 유린한 끝에 골을 하나 더 넣고 3-2로 승리를 거두며 우승을 차지했다.

- 1998년 월드컵 16강전: 아르헨티나와 잉글랜드는 서로 전반전에만 각각 두 골씩을 성공시켰으나 후반전에는 득점을 하지 못했고 승부차기 결과 아르헨티나가 8강에 진출했다. 양팀의 간판 공격수 가브리엘 바티스투타와 앨런 시어러가 각각 페널티킥을 성공하는 등 경기는 초반부터 접전이었다. 당시 20살에 불과한 마이클 오언이 그림 같은 골을 터뜨렸으나 종료 직전에는 세트피스 상황에서 하비에르 사네티가 득점하여 동점으로 만들었다. 후반전에는 데이비드 베컴이 아르헨티나의 노련한 수비형 미드필더 디에고 시메오네의 심리전에 말려들어 퇴장당했다. 승부차기 결과 양 팀에서 5명의 주자가 나섰는데 아르헨티나는 에르난 크레스포 혼자 실축한 반면 잉글랜드에서는 2명이 실축했다.
  - 이후 상황 : 16강에서 잉글랜드를 이기고 8강에 진출한 아르헨티나는 8강에서 네덜란드를 만났으나 디에고 시메오네의 실수로 네덜란드에게 골을 내주어 패하고 4강 진출에 실패했다.

- 2002년 월드컵 조별 경기: 마이클 오언이 마우리시오 포체티노를 상대로 시뮬레이션 액션으로 얻어낸 페널티킥을 데이비드 베컴이 성공시켜 1-0으로 잉글랜드가 승리했다. 그로 인해 아르헨티나는 1승 1패(승점 3)가 되면서 1승 1무(승점 4)인 잉글랜드보다 뒤쳐지게 되었으며 그 전에 나이지리아를 이겨 1승 1무(승점 4)가 된 스웨덴에게도 밀리며 탈락의 위기에 몰리게 된다. 마지막 경기에서 잉글랜드는 나이지리아와 득점 없이 비겼음에도 불구하고 16강에 진출했고, 꼭 스웨덴을 이겨야만 16강에 진출할 수 있는 아르헨티나는 1-1 무승부에 그치며 탈락했다.
  - 이후 상황 : 잉글랜드는 16강에서 프랑스를 제치고 올라온 덴마크를 만나서 전반전에만 집중적으로 3골을 넣는 등 맹활약으로 덴마크를 3-0으로 완승하고 8강에 진출했다. 하지만 8강에서 만난 브라질과의 대결에서 호나우딩요의 활약으로 잉글랜드는 브라질에게 1-2로 역전패하고 4강 진출에 실패했다.

## 이후 상황
2006년 월드컵에서는 아르헨티나와 잉글랜드 두 팀 모두 8강까지 진출해서 승부차기로 준결승 진출이 좌절되었다. 하지만 경기 내용은 달랐다. 아르헨티나는 세르비아몬테네그로를 상대로 6-0 대승을 거두며 16강에 진출한 반면 잉글랜드는 파라과이를 상대로 자살골을 받아 1-0으로 겨우 승리하고 16강에 진출했다. 아르헨티나는 독일, 잉글랜드는 포르투갈에게 각각 승부차기에서 패하고 4강 진출이 좌절되었다.
2010년 월드컵에서는 두 팀 모두 독일에게 4골을 내준 끝에 패하고 탈락했다. 다만 잉글랜드가 16강, 아르헨티나가 8강에서 각각 독일을 만났으며, 잉글랜드는 1골을 넣은 반면, 아르헨티나는 단 1골도 넣지 못했다.
2014년 월드컵에서는 잉글랜드가 조편성이 최악이었고 이탈리아와 우루과이에게 연달아 패하며 일찌감치 조별리그 탈락을 확정짓게 된 반면, 아르헨티나는 조편성이 최상이었고 보스니아 헤르체고비나, 이란, 나이지리아를 상대로 잇달아 승리를 거둬 3승으로 16강에 진출한 뒤, 16강에서 스위스, 8강에서 벨기에를 상대로 각각 승리를 거둔 데 이어 4강에서 네덜란드를 승부차기까지 가는 접전 끝에 승리하고 브라질을 7-1로 대파한 독일과 결승에 진출하였다. 이 결승전에서 아르헨티나는 연장 접전까지 간 끝에 독일에 0-1로 석패하여 준우승을 하게 되었다.
2018년 월드컵에서는 아르헨티나가 아이슬란드에게 1-1로 비기고, 크로아티아에게 0-3으로 대패까지 당하는 졸전을 치른 끝에 나이지리아를 2-1로 간신히 이겨 조 2위로 16강에 올라 그 16강전에서 프랑스에게 3-4로 패배하고 8강 진출에 실패한 반면, 잉글랜드는 튀니지를 2-1로, 파나마를 6-1로 각각 꺾고, 벨기에에게는 0-1로 석패하여 역시 조 2위로 16강에 오른 뒤, 16강전에서 콜롬비아와 1-1 접전 끝에 승부차기에서 4-3으로 이겨 승부차기 징크스를 깨뜨리는데 성공했고, 8강전에서 스웨덴을 2-0으로 꺾고 준결승 진출까지 성공했으나, 준결승전에서 아르헨티나를 조별리그에서 3-0으로 박살냈던 크로아티아에게 1-2로 역전패해 3·4위전으로 떨어졌고, 3·4위전에서 또다시 만난 벨기에에게 0-2로 패배함으로써 조별리그에서의 벨기에전 패배를 설욕하지 못한 채, 최종 4위를 차지하게 되었다.
2022년 월드컵에서는 아르헨티나가 사우디아라비아에게 1-2로 충격적인 역전패를 당했으나 이 역전패의 충격을 딛고 다시 일어서면서 멕시코와 폴란드를 잇달아 2-0으로 이기고 조 1위로 16강 진출에 성공한 뒤, 16강전에서 호주를 4-1로 대승하고, 8강전의 네덜란드와는 2-2의 치열한 승부 끝에 승부차기에서 4-3으로 이겼으며, 준결승전에서 크로아티아를 3-0으로 크게 이기며 지난 월드컵에서의 크로아티아전 0-3 패배를 완전히 설욕하고, 결승전에서 프랑스를 만나 네덜란드와의 8강전 때와 거의 비슷하게 3-3의 치열한 승부 끝에 승부차기에서 4-2로 이기고 36년만의 월드컵 우승을 차지한 반면, 잉글랜드는 이란을 6-2로 꺾고 미국과는 무득점 무승부를 거두었으며, 웨일스를 3-0으로 완전히 누르며 조 1위로 16강 진출에 성공한 뒤, 16강전에서 세네갈을 3-0으로 제압했으나, 8강전에서 프랑스를 만나 1-2로 패배하여 떨어졌다.

## 아르헨티나와 잉글랜드의 역대 월드컵 기록
- 굵은 글씨는 두 팀간의 맞대결에서 승리한 경우이다.

| 연도                | 아르헨티나의 월드컵 기록                       | 잉글랜드의 월드컵 기록                         |
| ------------------- | ---------------------------------------------- | ---------------------------------------------- |
| 1930년              | 준우승                                         | 불참                                           |
| 1934년              | 1라운드(9위)                                   | 불참                                           |
| 1938년              | 불참                                           | 불참                                           |
| 1950년              | 불참                                           | 1라운드                                        |
| 1954년              | 불참                                           | 8강(6위)                                       |
| 1958년              | 1라운드(13위)                                  | 1라운드(11위)                                  |
| 1962년              | 1라운드(10위)                                  | 8강(8위)                                       |
| 1966년              | 8강(5위)                                       | 우승                                           |
| 1970년              | 예선 탈락                                      | 8강(8위)                                       |
| 1974년              | 8강(8위)                                       | 예선 탈락                                      |
| 1978년              | 우승                                           | 예선 탈락                                      |
| 1982년              | 2라운드(11위)                                  | 2라운드(6위)                                   |
| 1986년              | 우승                                           | 8강(8위)                                       |
| 1990년              | 준우승                                         | 4위                                            |
| 1994년              | 16강(10위)                                     | 예선 탈락                                      |
| 1998년              | 8강(6위)                                       | 16강(9위)                                      |
| / 2002년            | 1라운드(18위)                                  | 8강(6위)                                       |
| 2006년              | 8강(6위)                                       | 8강(7위)                                       |
| 2010년              | 8강(5위)                                       | 16강(13위)                                     |
| 2014년              | 준우승                                         | 1라운드(26위)                                  |
| 2018년              | 16강(16위)                                     | 4위                                            |
| 2022년              | 우승                                           | 8강(6위)                                       |
| 기록 총합(8강 이상) | 우승 3회, 준우승 3회 3위 0회, 4위 0회, 8강 5회 | 우승 1회, 준우승 0회 3위 0회, 4위 2회, 8강 7회 |

보는 바와 같이 상대전적은 잉글랜드가 근소한 차이로 앞서고 있으나 월드컵 기록은 아르헨티나가 훨씬 앞서고 있다. 또한 FIFA 랭킹으로 비교하더라도 대부분 아르헨티나가 잉글랜드보다 훨씬 등수가 높으며 2014년 7월 FIFA 랭킹을 기준으로 그 사이에는 독일 이외의 모든 FIFA 월드컵 우승 유경험국이 포진해 있다. 아르헨티나의 역대 최고 피파랭킹은 1위이며 잉글랜드의 역대 최고 피파랭킹은 3위이다.

## 같이 보기
- 아르헨티나의 FIFA 월드컵 성적